# イチーン
イチーン （チェコ語: Jičín [ˈjɪtʃiːn]、ドイツ語: Jitschin、古くはGitschinとも）は、チェコ、フラデツ・クラーロヴェー州の都市。ボヘミア北東部に位置する。

## 地理
イチーンは、プラハの北東約85kmに位置する。チェスキー・ラーイ山地（de）の端にあたる。

## 歴史

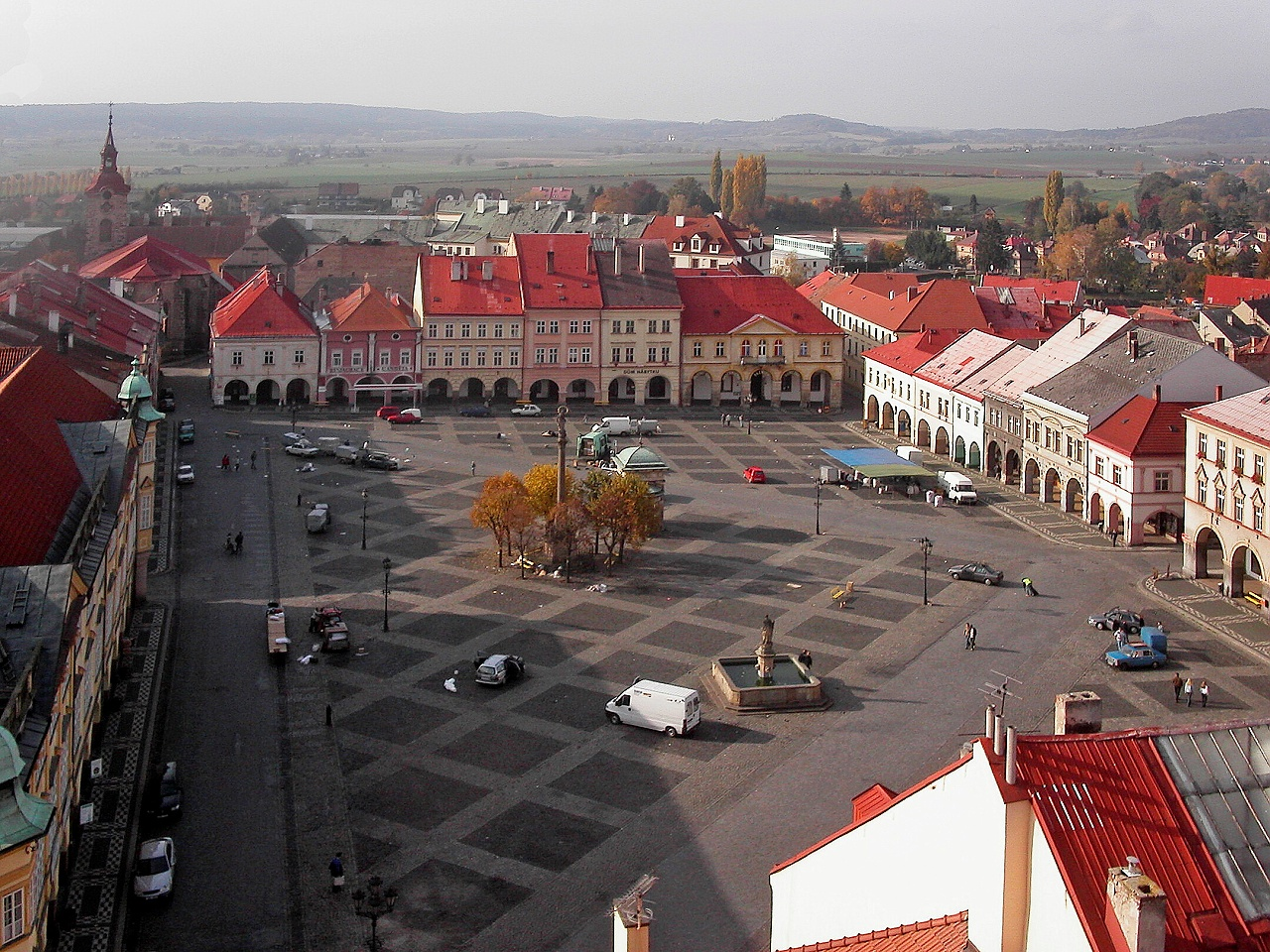
空から眺めたヴァルドシュテイン広場

イチーンの町ができたのはおそらく12世紀後半である。町の最も古い場所は、現在のヴェリシュ城のふもと、スタレー・ミーストである。その後すぐ町の中心は、シドリナ川に守られ位置の良い2km北方へ移動した。最初イチーンはボヘミアの王領に属した。イチーンの名について触れられた最古の記録は、1293年8月1日付のヴァーツラフ2世妃グタ・ハブスブルスカーの公文書である。町の名はグタに由来すると信じられてきたが（チェコ語で『グタの町』を意味するJitčino město）、この説は近年疑問視されている。グタの死後にヴァーツラフ2世は町に憲章を授けている。
ヤン王時代の1337年、イチーンはベネシュのヴァルテンベルク家に売却された。1360年代に学校と、46の教区を統括する司祭が駐在するようになった。再び売りに出されたイチーンは、1437年にベネシュのハシェク・フォン・ヴァレンシュタインを領主に頂くこととなった。その後、1452年にはイジーが、1480年にはサムエル・フラデクが領主となっている。1487年に領主となったトルカ・フォン・リパ家は、ルネサンス期の時代のイチーンを治めた。この時代にトルカ・フォン・リパ家はイチーンに関税法や特権を授けた。イチーン一帯に多くの池がつくられたのも同じころである。
1607年、トルカ・フォン・リパ家当主ヤン・ルドルフは、イチーンをボヘミア有数の資産家で貴族であるスミルジツキー・フォン・スミルジツェ家のジギスムントへ売却した。1618年、ジギスムントの所領相続について争いが起こり、1621年の白山の戦い後、最後の男系相続人が将軍ヴァレンシュタインの庇護を求めた。
イチーンを継承したヴァレンシュタインはフリードラント公に序せられ、イチーンの都市改造を行い、初期バロック様式を取り入れ左右対称の町並みをつくった。ヴァレンシュタインに招かれたイタリア人建築家ニコロ・セブレゴンディが、1633年に代表的な建物を設計した。ヴァレンシュタインの公領の行政府や新しい職人街ができ、イチーンはヴァレンシュタイン軍の主たる物資供給地となった。イチーンは硬貨の鋳造まで行っていた。彼は、既に教区のあるイチーンにイエズス会やカルトジオ会を招聘した。しかし、1634年のヴァレンシュタインの急死で都市計画の多くは未完成に終わった。ヴァレンシュタインの領地は帝国の管理官に治められることになり、1635年にルドルフ・フォン・ティースバッハが治めることとなったが単なる郡都の地位に落とされた。その後も領主は変わり、経済的重要性の大半は失われたものの、文化的特殊性は残った。
1850年、県の行政府が置かれると、いくつかの工場がイチーンにできた。1866年の普墺戦争におけるジチンの戦いで、プロイセン軍に占領されている。1918年のオーストリア＝ハンガリー帝国瓦解後、イチーンはチェコスロバキアの一部となった。1938年から1945年までは、ベーメン・メーレン保護領の町、ドイツ語名ジチン（Jitschin）となっていた。第二次世界大戦後、チェコスロバキアに復帰した。

## 出身者
- カール・クラウス (作家)

## 姉妹都市
- エアバッハ、ドイツ
- キングズ・リン、イギリス
- マルチン、スロバキア
- ウェイク・ベイ・ドゥールステーデ（英語版）、オランダ